# Alicja Sikorska
Alicja Sikorska ps. Wacka (ur. 16 marca 1924 r. lub 20 maja 1926 r. w Aleksandrowie Kujawskim, zm. 4 września 1944 w Warszawie) – harcerka, drużynowa 49 WDH-ek, brała udział w powstaniu warszawskim.

## Życiorys
Przyszła na świat w rodzinie Franciszka i Sabiny z domu Sowali. Miała młodszego brata Stanisława (później ps. Bolek, ur. 31 maja 1926). W Aleksandrowie Kujawskim należała do 1 Drużyny Harcerskiej. W grudniu 1939 r. wraz z rodziną przeprowadziła się do Warszawy, gdzie kształciła się na krawcową i uczęszczała na tajne nauczanie. Do końca okupacji Sikorscy mieszkali w al. 3 maja 14 pod numerem 41. W Warszawie Wacka poznała harcerki z zastępu "Iskry" 49 WŻDH "Ognia" im. Jadwigi Tejszerskiej, którego zastępową była Łucja Górecka ps. Ewa, a następnie po objęciu przez Ewę funkcji drużynowej 49 WŻDH, Danuta Cichocka ps. „Anielka”. Razem z zastępem opiekowały się dziećmi z sierocińca i zajmowały się rannymi. Wacka przeszła kurs sanitarny i praktyki w szpitalu. W 1942 r. zdała małą maturę, a następnie dostała od Ewy polecenie utworzenia i poprowadzenia Zastępu Zastępowych. W 1943 ukończyła kurs drużynowych. 6 maja 1943 49 WDH-ek podzieliła się na 49 WŻDH, której drużynową została Alicja, i 50 WDH-ek, z drużynową Romaną Gracką, ps. Barbara i przyboczną Danuta Cichocka ps. „Anielka”. W późniejszym czasie z 49 WŻDH wyłoniły się także 99 WZDH "Lotnicza" i 51 WZDH. Wacka wychowywała swoje harcerki w duchu patriotyzmu, była wszędzie tam, gdzie działy się ważne rzeczy, np. była na maturze swoich harcerek. Organizowała także tajne komplety o charakterze patriotycznym. 3 maja 1944 wraz z drużyną wystawiły przedstawienie w formie "audycji radiowej" pod tytułem "Spotkali się z bronią". Uczyła swoje harcerki dbania o tradycję i świadomość narodową, np. przynosiła na zbiórki własnoręcznie wykonane i wywołane zdjęcia pomników w Warszawie.

## Powstanie warszawskie
W przeddzień powstania warszawskiego, po południu 31 lipca 1944, Sikorska wraz z innymi harcerkami złożyła przysięgę Armii Krajowej w swoim mieszkaniu. Zaraz po tym nastąpiło dostarczenie wyposażenia do punktu sanitarnego, do którego Sikorska została przydzielona. Następnego dnia stawiła się na Starościńskiej 1. Na Mokotowie została do 12 sierpnia, wtedy jej punkt sanitarny został ewakuowany. Sikorska wraz Marią Blicharz Fifiną i Danutą Cichocką Anielką udały się do znajomych Wacki, gdzie umyły się i uprasowały sukienki. Następnego dnia udały się do Śródmieścia, w okolice Pasieki, a tam rozdzieliły się - Fifina i Anielka zostały na poczcie, a Wacka dołączyła do oddziału GS jako sanitariuszka.
Zginęła 4 września podczas bombardowania w budynku przy ul. Świętokrzyskiej 36 (dziś 20) lub 30 wraz z czwórką innych członków swojego oddziału. Podczas ekshumacji udało się zidentyfikować tylko jedną osobę, dlatego Sikorska została pochowana we wspólnym grobie na Cmentarzu Wojskowym na Powązkach. Pośmiertnie otrzymała Brązowy Krzyż Zasługi z Mieczami, Krzyż Walecznych, w 1948 Medal Wojska, oraz 1983 Warszawski Krzyż Powstańczy.

## Upamiętnienie
- Od 1988 jest patronką 50 WDH-ek "Pole"